# Vibrissina dieloceri
Vibrissina dieloceri är en tvåvingeart som först beskrevs av Townsend 1942.  Vibrissina dieloceri ingår i släktet Vibrissina och familjen parasitflugor. Inga underarter finns listade i Catalogue of Life.